# Ann-Christin Bettenhausen
Ann-Christin Bettenhausen (Rotemburgo del Fulda, 13 de marzo de 1988) es una deportista alemana que compitió en ciclismo en la modalidad de trials. Ganó tres medallas de plata en el Campeonato Mundial de Ciclismo de Montaña entre los años 2003 y 2005.

## Palmarés internacional
| Campeonato Mundial | Campeonato Mundial | Campeonato Mundial | Campeonato Mundial |
| Año                | Lugar              | Medalla            | Competición        |
| ------------------ | ------------------ | ------------------ | ------------------ |
| 2003               | Lugano (Suiza)     | Medalla de plata   | Trials 20″/26″     |
| 2004               | Les Gets (Francia) | Medalla de plata   | Trials 20″/26″     |
| 2005               | Livigno (Italia)   | Medalla de plata   | Trials 20″/26″     |